# Plaça dels Lledoners (Vilanova i la Geltrú)
La Plaça dels Lledoners és una plaça pública de Vilanova i la Geltrú (Garraf) protegida com a Bé Cultural d'Interès Local.

## Descripció
Es tracta d'una plaça pràcticament rectangular amb dos carrers que la travessen, un per una de les seves cares majors i l'altre, amb l'eix lleugerament desplaçat, per una de les seves cares menors.
Les façanes són força homogènies. Les cases són de finals del segle xviii i la primera meitat de segle xix.
Els lledoners que envolten la plaça li donen nom. Al centre hi ha un font que substituí un antic pou comunal. Hi ha quatre fanals de ferro colat de peu situats als angles de la plaça.
La fornícula amb la imatge de Sant Cristòfol ens recorda l'antic camí que sortia cap a l'ermita d'aquest sant.

## Història
A finals del segle xv la plaça es troba dins del recinte fortificat, prop de la porta d'en Balla, a la que hi donava el camí de Sant Cristòfor. Antigament aquesta plaça rebia el nom de plaça del pou, per l'existència d'un pou públic.
L'any 1931 es fan obres d'urbanització de la plaça i es col·loca la font central segons projecte de l'arquitecte municipal Josep M. Miró i Guibernau.